# Vojkovice
Vojkovice (deutsch Wojkowitz, auch Woykowitz, polnisch Wojkowice) ist eine Gemeinde in Tschechien. Sie liegt neun Kilometer östlich von Frýdek-Místek und gehört zum Okres Frýdek-Místek.

## Geographie
Vojkovice befindet sich beiderseits der Lučina im Beskidenvorland in Schlesien. Im Dorf mündet der zur Verstärkung des Zuflusses der Talsperre Žermanice angelegte Zuführungskanal Morávka-Žermanice, der bei Raškovice Wasser von der Morávka in die Lučina bei Vojkovice leitet. Vor der Errichtung des Kanals im Jahre 1959 lag das Dorf an der Einmündung der Bäche Holčina (Praschiwka) und Račok, welche heute südlich von Vojkovice in den Kanal fließen. Südlich führen die Schnellstraße R 48 und die Eisenbahn von Frýdek-Místek nach Český Těšín vorbei. Die Bahnstation Dobratice pod Prašivou liegt anderthalb Kilometer südlich. Im Südwesten befindet sich das Umspannwerk Nošovice und das Werksgelände der Hyundai Motor Manufacturing Czech. Nördlich liegt die Talsperre Žermanice.
Nachbarorte sind Vidíkov und Dolní Domaslavice im Norden, Dolní Tošanovice im Nordosten, Lesní Dvůr und Šprochovice im Osten, Dobratice im Südosten, Hranice, Bukovice und Vyšní Lhoty im Süden, Nižní Lhoty, Nošovice und Dobrá im Südwesten, Panské Nové Dvory, Nové Dvorý und Frýdek im Westen sowie Podlesí, Pazderna und Horní Domaslavice im Nordwesten.

## Geschichte
Die erste schriftliche Erwähnung von Vojkovice datiert von 1520, das Dorf wurde wahrscheinlich zu Beginn des 16. Jahrhunderts angelegt. Erster Besitzer des Ortes war das Geschlecht der Tluk von Tošanovice, später wurde Vojkovice Teil der Herrschaft Friedeck. Die Bewohner ernährten sich von der Landwirtschaft und der Hausweberei. Das Dorf profitierte von seiner Lage, durch den Grund an den drei Bächen führte eine Handelsstraße. Die Bewohner boten den Kaufleuten, die auf der Straße zwischen Teschen und Friedeck durchreisten, gegen reichliches Entgelt ihre Dienste beim Bewältigen der Anstiege an dem Tal an. 1846 eröffnete die erste eigene Dorfschule, zuvor wurden die Kinder in Dobrá unterrichtet.
Nach der Aufhebung der Patrimonialherrschaften bildete Woykowitz ab 1850 eine Gemeinde im Bezirk Teschen. 1877 erhielt die Schule ein eigenes Schulhaus. Ab 1908 gehörte der Ort zum Bezirk Friedek. Bekanntheit erlangte der Beskidenkräuterlikör Vojkovická hořká. Der ursprünglich in der Brennerei Glesinger hergestellte Schnaps wurde ab 1926 in der Brennerei Jokl produziert. Nach der deutschen Besetzung gehörte Wojkowitz zunächst zum Protektorat Böhmen und Mähren und war dann von 1940 bis 1945 Teil des deutschen Landkreises Teschen. Nach Kriegsende kam Vojkovice zur Tschechoslowakei zurück und wurde 1948 dem Okres Mistek zugeordnet.
1952 wurde die Schnapsfabrikation in Vojkovice eingestellt.
Nach der Auflösung des Okres Mistek kam der Ort mit Beginn des Jahres 1961 zum Okres Frýdek-Místek. Im Jahre 1980 wurde Vojkovicee als Ortsteil Dobrá 6-Vojkovice nach Dobrá eingemeindet, 1990 wurde die Gemeinde wiederhergestellt.

## Sehenswürdigkeiten
- Statue des Hl. Karl Borromäus
- Kapelle der Jungfrau Maria, geweiht 1877
- Talsperre Žermanice
- alte Eiche am Jokl-Hof
- Glockenturm